# Phytoseius longus
Phytoseius longus är en spindeldjursart som beskrevs av Wu och Li 1985. Phytoseius longus ingår i släktet Phytoseius och familjen Phytoseiidae. Inga underarter finns listade i Catalogue of Life.